# Картулярии

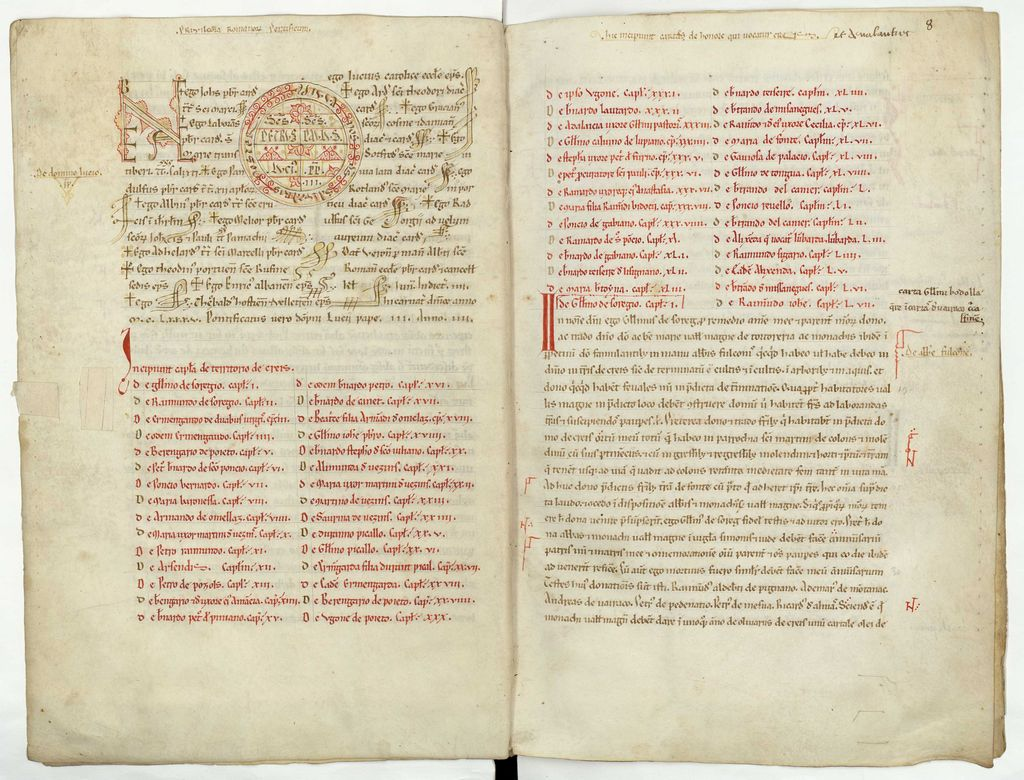
Разворот картулярия аббатства Сент-Мари-де-Вальмань (Окситания), XII в.

Картуля́рии (от лат. charta — грамота) — сборники (в форме кодекса или реже свитка) копий документов (грамот, хартий, актов и др.) средневековой Европы, связанных с каким-либо лицом, родом или институтом (аббатство, капитул, епископская кафедра и т.п.). Это копии, переписанные иногда с сокращениями и вставками (интерполяциями) документов, которыми в средневековой Европе юридически оформляли земельные дарения в пользу Церкви, имущественные и личные отношения между церковными и светскими учреждениями либо лицами, иногда — копии сделок между светскими лицами, копии королевских указов. 
Картулярии составлялись на латыни; прежде всего, в крупных католических монастырях. 
Первые известные в Западной Европе картулярии датируются первой половиной IX века, но большая часть сохранившихся картуляриев относится к XIII-XV векам. С конца XII-XIII веков появились картулярии и светских аристократических семейств, городских коммун, университетов. 
Картулярии являются ценным источником по истории Средневековья. Большинство известных средневековых актов (за исключением некоторых средиземноморских регионов) сохранились только в виде копий в картуляриях.
В более широком смысле картулярии — сборники любых документов.